# 小行星2140
小行星2140（2140 Kemerovo）是一颗围绕太阳公转的小行星。1970年8月3日，塔瑪拉·斯米爾諾娃在克里米亚发现了此天体。
該小行星以俄羅斯克麥羅沃州命名。
这颗小行星的绝对星等为122.19910等。